# Контейнер для мусора

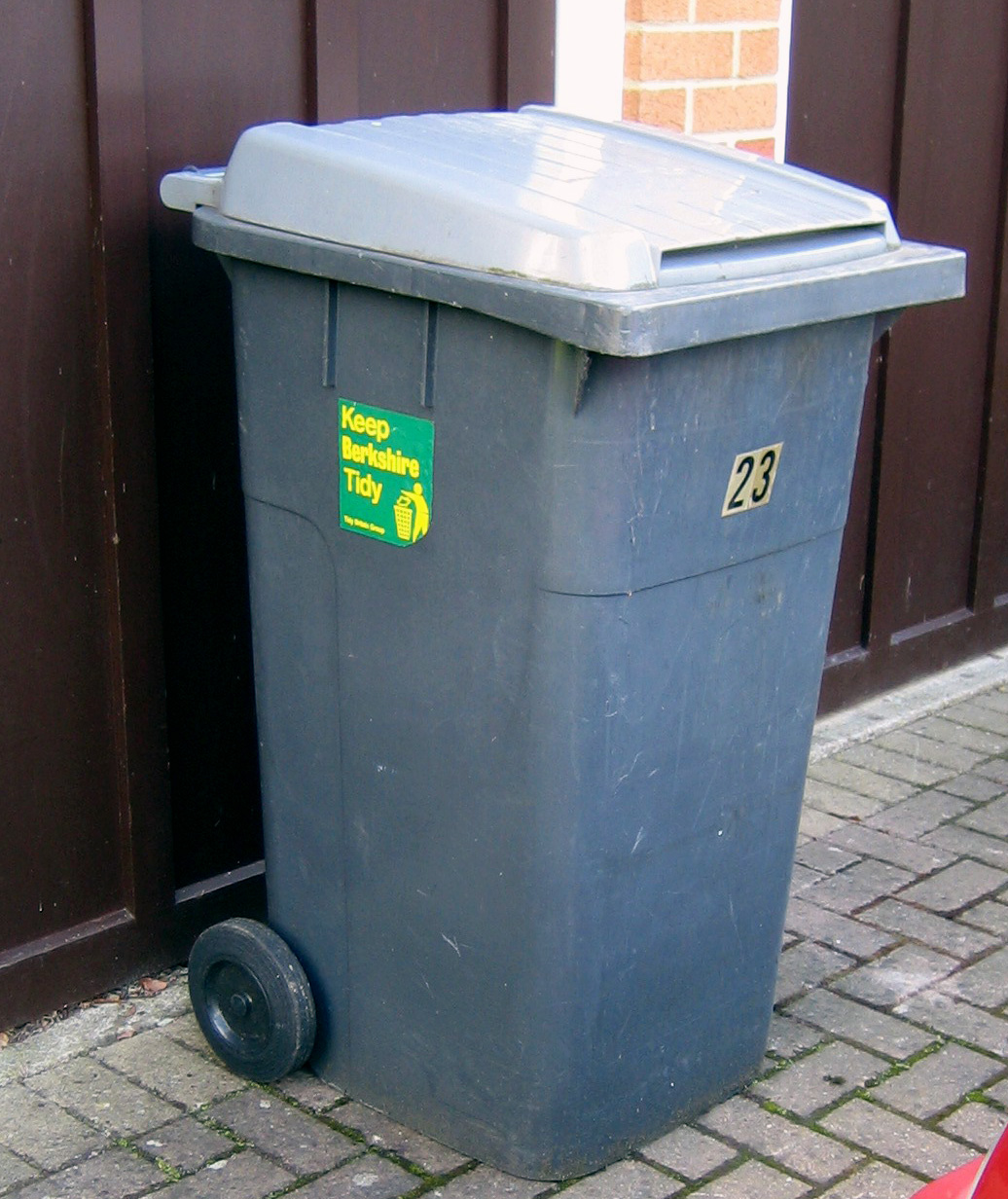
Пластиковый контейнер на колёсах

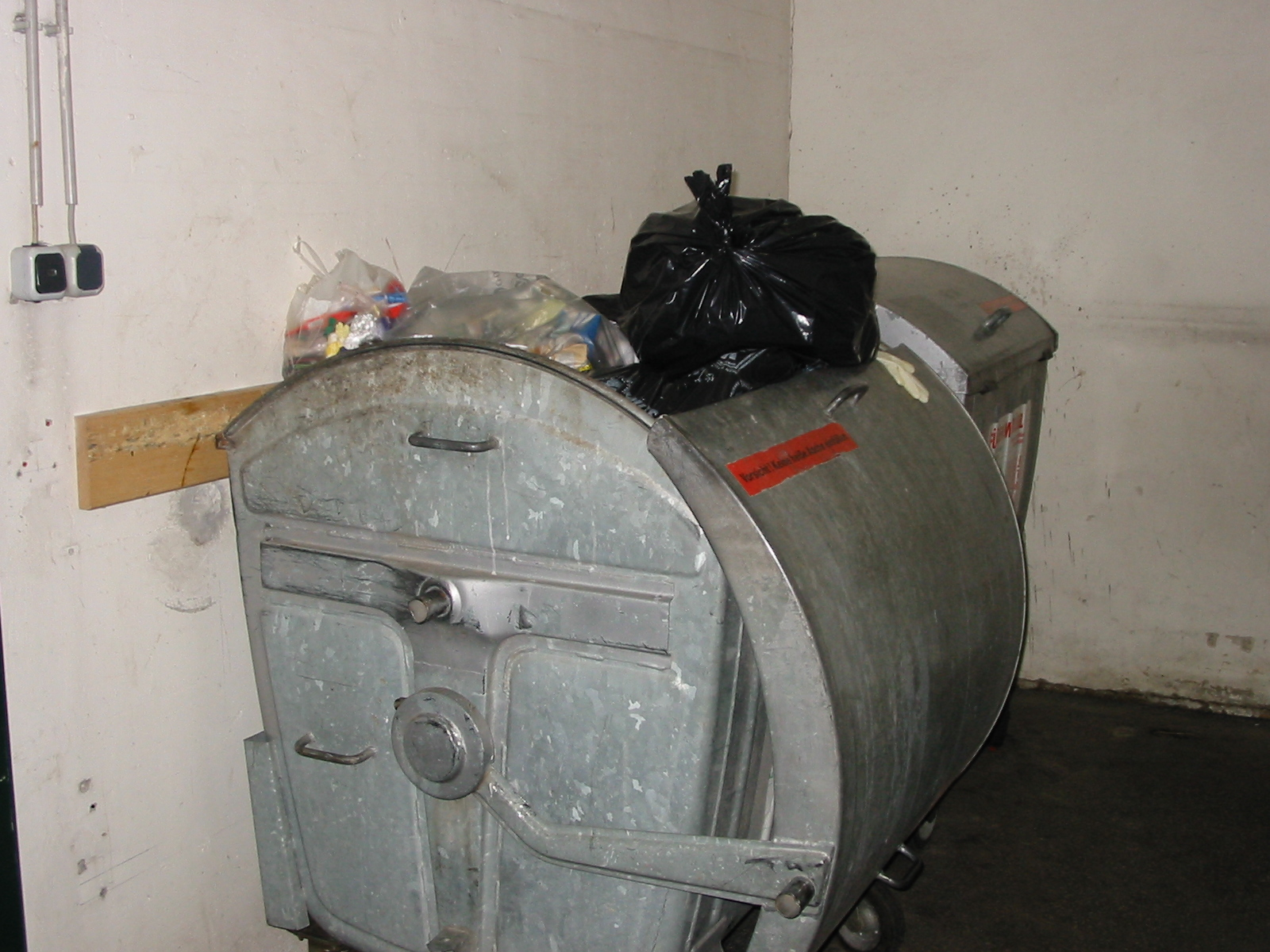
Металлический контейнер на колёсах

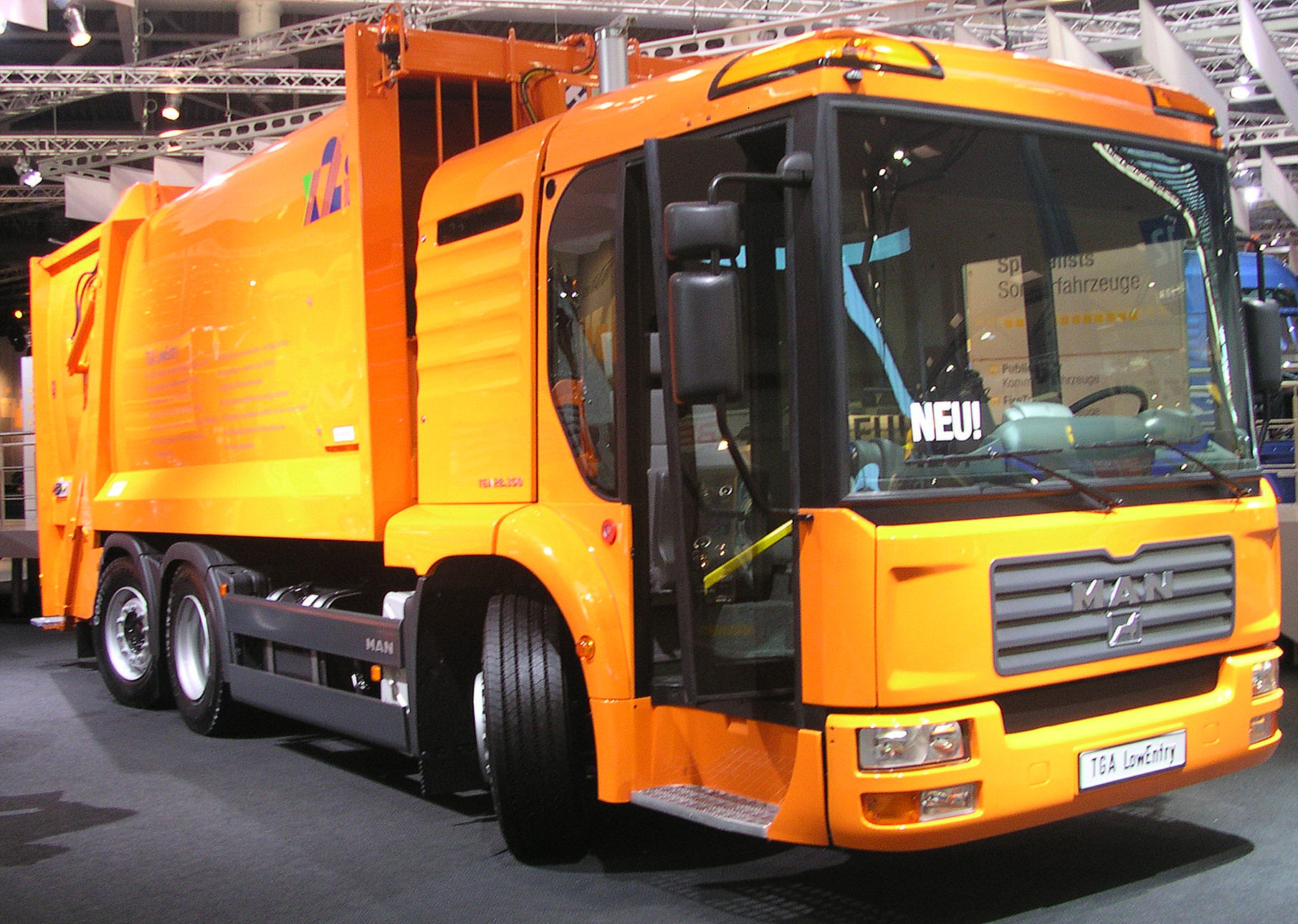
Мусоровоз

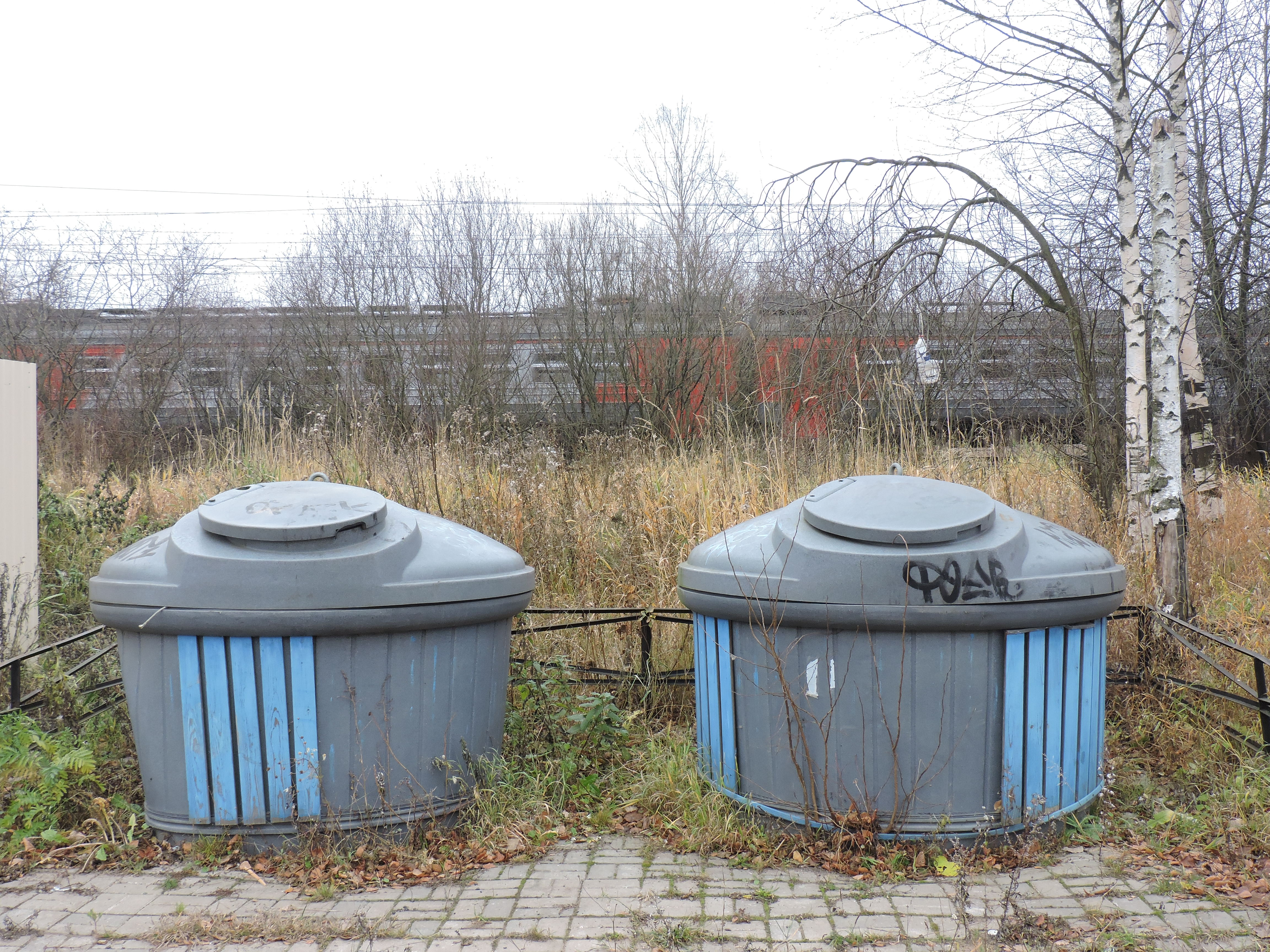
Заглублённые мусорные контейнеры. В крышки интегрированы загрузочные шлюзы, а для опорожнения контейнеров крышки снимаются крюком за рым-болт. В самих контейнерах для сбора мусора применяются огромные мешки для мусора

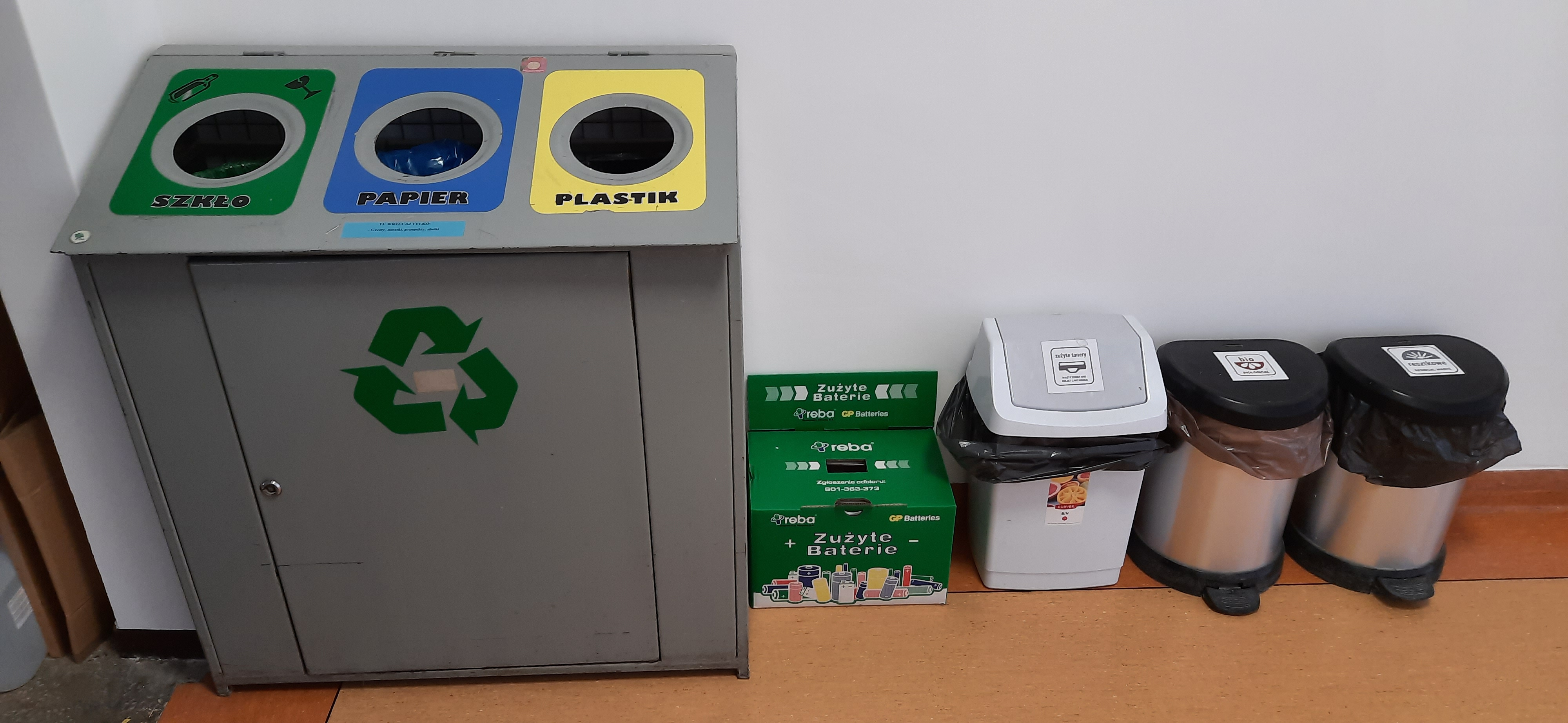
Пункт переработки отходов в Гданьском политехническом университете

Контейнер для мусора (также — мусорный контейнер, мусорный бак, мусорный бачок) — специализированная ёмкость, служащая для сбора бытовых или строительных отходов. Изготавливаются преимущественно из пластика, металла.
Контейнеры помещают на контейнерных площадках.

## Виды мусорных контейнеров
Пластиковые мусорные баки — контейнеры объёмом от 110 до 1200 литров (вес от 9 кг). Используются для сбора небольшого количества отходов, в жилых домах, офисных зданиях, образовательных и лечебных учреждениях.
Металлические мусорные баки
— контейнеры объёмом от 0.75 м3 (вес от 85 кг). Используются для сбора небольшого кол-ва отходов, в мусорных камерах внутри жилых домов или на открытых мусорных контейнерных площадках. Являются самыми распространенными в России.
Металлические мусорные контейнеры для сбора большого объема ТБО — контейнеры объёмом от 6 до 14 м3 (вес от 360 кг). Используются для накопительного сбора мусора и централизованного вывоза грузовыми машинами — сфера применения широка — жилые массивы, строительство, дачные кооперативы. Контейнеры вывозятся мусоровозами, оснащенными специальными манипуляторами для их захвата.
Транспортные контейнеры для мусора
— контейнеры для сбора и транспортировки отходов объёмом от 15 до 40 м3 (вес от 2250 кг) для перевозки тяжелого строительного мусора и металлолома, для твердых бытовых отходов и крупно-габаритного мусора.
Пресс-контейнеры
— контейнеры снабженные специальным прессователем. Применяются в супермаркетах, сетевых магазинах — для уменьшения объема выбрасываемого мусора — бумаги, упаковок, коробок.
Контейнеры заглубленного типа
— новый вид контейнеров для мусора, позволяющий существенно сэкономить площадь для размещения контейнера, 2/3 контейнера заглублены. Снаружи контейнер выглядит эстетично и не занимает много места.

## Региональные названия
- ПУХТО (от «Пункт утилизации и хранения твёрдых отходов») — используется в Санкт-Петербурге для обозначения контейнеров большого объема[1][2].

## Код мусорных контейнеров в Общероссийском классификаторе основных фондов
Контейнеры для мусора в ОКОФ имеют код 16 2915500 «Контейнеры универсальные и специализированные».